# Eleições autárquicas portuguesas de 1993 no distrito do Porto
| Eleições autárquicas portuguesas de 1993 Distritos: Aveiro \| Beja \| Braga \| Bragança \| Castelo Branco \| Coimbra \| Évora \| Faro \| Guarda \| Leiria \| Lisboa \| Portalegre \| Porto \| Santarém \| Setúbal \| Viana do Castelo \| Vila Real \| Viseu \| Açores \| Madeira |

## Resultados por concelho
Os resultados nos concelhos do Distrito do Porto foram os seguintes:

### Amarante
| Partido                 | Partido                        | Votos  | %               | +/-   | Vereadores | +/-     |
| ----------------------- | ------------------------------ | ------ | --------------- | ----- | ---------- | ------- |
|                         | Partido Socialista             | 18 730 | 58,79 / 100,00  | 13,15 | 5 / 7      | 1       |
|                         | Partido Social Democrata       | 10 638 | 33,39 / 100,00  | 0,18  | 2 / 7      | Estável |
|                         | Partido Popular                | 1 296  | 4,07 / 100,00   | 10,18 | 0 / 7      | 1       |
|                         | Coligação Democrática Unitária | 483    | 1,52 / 100,00   | 2,15  | 0 / 7      | Estável |
| Votos Inválidos         | Votos Inválidos                | 711    | 2,23 / 100,00   | 1,00  |            |         |
| Total                   | Total                          | 31 858 | 100,00 / 100,00 |       | 7 / 7      |         |
| Eleitorado/Participação | Eleitorado/Participação        | 44 508 | 71,58 / 100,00  | 4,45  |            |         |

### Baião
| Partido                 | Partido                        | Votos  | %               | +/-  | Vereadores | +/-     |
| ----------------------- | ------------------------------ | ------ | --------------- | ---- | ---------- | ------- |
|                         | Partido Social Democrata       | 6 541  | 46,65 / 100,00  | 5,29 | 4 / 7      | 1       |
|                         | Partido Socialista             | 6 074  | 43,32 / 100,00  | 0,74 | 3 / 7      | 1       |
|                         | Partido Popular                | 594    | 4,24 / 100,00   | 2,41 | 0 / 7      | Estável |
|                         | Coligação Democrática Unitária | 271    | 1,93 / 100,00   | 2,26 | 0 / 7      | Estável |
| Votos Inválidos         | Votos Inválidos                | 541    | 3,86 / 100,00   | 0,11 |            |         |
| Total                   | Total                          | 14 021 | 100,00 / 100,00 |      | 7 / 7      |         |
| Eleitorado/Participação | Eleitorado/Participação        | 19 256 | 72,81 / 100,00  | 5,59 |            |         |

### Felgueiras
| Partido                 | Partido                        | Votos  | %               | +/-  | Vereadores | +/-     |
| ----------------------- | ------------------------------ | ------ | --------------- | ---- | ---------- | ------- |
|                         | Partido Socialista             | 14 572 | 47,96 / 100,00  | 3,11 | 4 / 7      | Estável |
|                         | Partido Social Democrata       | 12 785 | 42,08 / 100,00  | 5,08 | 3 / 7      | Estável |
|                         | Coligação Democrática Unitária | 1 343  | 4,42 / 100,00   | 0,85 | 0 / 7      | Estável |
|                         | Partido Popular                | 906    | 2,98 / 100,00   | 0,97 | 0 / 7      | Estável |
| Votos Inválidos         | Votos Inválidos                | 775    | 2,55 / 100,00   | 0,16 |            |         |
| Total                   | Total                          | 30 381 | 100,00 / 100,00 |      | 7 / 7      |         |
| Eleitorado/Participação | Eleitorado/Participação        | 40 581 | 74,87 / 100,00  | 2,87 |            |         |

### Gondomar
| Partido                 | Partido                           | Votos   | %               | +/-   | Vereadores | +/-     |
| ----------------------- | --------------------------------- | ------- | --------------- | ----- | ---------- | ------- |
|                         | Partido Social Democrata          | 33 608  | 42,98 / 100,00  | 15,69 | 5 / 11     | 2       |
|                         | Partido Socialista                | 32 864  | 42,03 / 100,00  | 10,79 | 5 / 11     | 1       |
|                         | Coligação Democrática Unitária    | 6 667   | 8,53 / 100,00   | 5,18  | 1 / 11     | 1       |
|                         | Partido Popular                   | 1 785   | 2,28 / 100,00   | 7,73  | 0 / 11     | 1       |
|                         | Partido da Solidariedade Nacional | 592     | 0,76 / 100,00   | Novo  | 0 / 11     | Novo    |
|                         | União Democrática Popular         | 352     | 0,45 / 100,00   | 0,07  | 0 / 11     | Estável |
| Votos Inválidos         | Votos Inválidos                   | 2 333   | 2,98 / 100,00   | 1,02  |            |         |
| Total                   | Total                             | 78 201  | 100,00 / 100,00 |       | 11 / 11    |         |
| Eleitorado/Participação | Eleitorado/Participação           | 116 292 | 67,25 / 100,00  | 7,35  |            |         |

### Lousada
| Partido                 | Partido                        | Votos  | %               | +/-   | Vereadores | +/-     |
| ----------------------- | ------------------------------ | ------ | --------------- | ----- | ---------- | ------- |
|                         | Partido Socialista             | 14 382 | 59,27 / 100,00  | 15,30 | 5 / 7      | 2       |
|                         | Partido Social Democrata       | 8 337  | 34,36 / 100,00  | 9,23  | 2 / 7      | Estável |
|                         | Coligação Democrática Unitária | 533    | 2,20 / 100,00   | 2,31  | 0 / 7      | Estável |
|                         | Partido Popular                | 499    | 2,06 / 100,00   | 22,19 | 0 / 7      | 2       |
| Votos Inválidos         | Votos Inválidos                | 514    | 2,12 / 100,00   | 0,03  |            |         |
| Total                   | Total                          | 24 265 | 100,00 / 100,00 |       | 7 / 7      |         |
| Eleitorado/Participação | Eleitorado/Participação        | 31 465 | 77,12 / 100,00  | 3,58  |            |         |

### Maia
| Partido                 | Partido                        | Votos  | %               | +/-  | Vereadores | +/-     |
| ----------------------- | ------------------------------ | ------ | --------------- | ---- | ---------- | ------- |
|                         | Partido Social Democrata       | 30 019 | 59,26 / 100,00  | 1,91 | 6 / 9      | Estável |
|                         | Partido Socialista             | 12 690 | 25,05 / 100,00  | 2,91 | 2 / 9      | 1       |
|                         | Coligação Democrática Unitária | 4 490  | 8,86 / 100,00   | 1,32 | 1 / 9      | 1       |
|                         | Partido Popular                | 1 815  | 3,58 / 100,00   | 0,68 | 0 / 9      | Estável |
| Votos Inválidos         | Votos Inválidos                | 1 643  | 3,24 / 100,00   | 0,31 |            |         |
| Total                   | Total                          | 50 657 | 100,00 / 100,00 |      | 9 / 9      |         |
| Eleitorado/Participação | Eleitorado/Participação        | 75 966 | 66,68 / 100,00  | 3,40 |            |         |

### Marco de Canaveses
| Partido                 | Partido                           | Votos  | %               | +/-  | Vereadores | +/-     |
| ----------------------- | --------------------------------- | ------ | --------------- | ---- | ---------- | ------- |
|                         | Partido Popular                   | 16 780 | 63,40 / 100,00  | 6,81 | 5 / 7      | Estável |
|                         | Partido Social Democrata          | 3 913  | 14,79 / 100,00  | 6,99 | 1 / 7      | Estável |
|                         | Partido Socialista                | 3 212  | 12,14 / 100,00  | 3,47 | 1 / 7      | Estável |
|                         | Partido da Solidariedade Nacional | 795    | 3,00 / 100,00   | Novo | 0 / 7      | Novo    |
|                         | Coligação Democrática Unitária    | 697    | 2,63 / 100,00   | 0,07 | 0 / 7      | Estável |
| Votos Inválidos         | Votos Inválidos                   | 1 069  | 4,04 / 100,00   | 0,71 |            |         |
| Total                   | Total                             | 26 466 | 100,00 / 100,00 |      | 7 / 7      |         |
| Eleitorado/Participação | Eleitorado/Participação           | 36 969 | 71,59 / 100,00  | 1,92 |            |         |

### Matosinhos
| Partido                 | Partido                           | Votos   | %               | +/-  | Vereadores | +/-     |
| ----------------------- | --------------------------------- | ------- | --------------- | ---- | ---------- | ------- |
|                         | Partido Socialista                | 52 960  | 65,49 / 100,00  | 5,62 | 9 / 11     | 2       |
|                         | Partido Social Democrata          | 16 975  | 20,99 / 100,00  | 4,87 | 2 / 11     | 1       |
|                         | Coligação Democrática Unitária    | 5 086   | 6,29 / 100,00   | 1,89 | 0 / 11     | 1       |
|                         | Partido Popular                   | 3 255   | 4,02 / 100,00   | 1,30 | 0 / 11     | Estável |
|                         | Partido da Solidariedade Nacional | 362     | 0,45 / 100,00   | Novo | 0 / 11     | Novo    |
|                         | União Democrática Popular         | 359     | 0,44 / 100,00   | 0,27 | 0 / 11     | Estável |
| Votos Inválidos         | Votos Inválidos                   | 1 873   | 2,32 / 100,00   | 0,35 |            |         |
| Total                   | Total                             | 80 870  | 100,00 / 100,00 |      | 11 / 11    |         |
| Eleitorado/Participação | Eleitorado/Participação           | 126 073 | 64,15 / 100,00  | 4,94 |            |         |

### Paços de Ferreira
| Partido                 | Partido                        | Votos  | %               | +/-  | Vereadores | +/-     |
| ----------------------- | ------------------------------ | ------ | --------------- | ---- | ---------- | ------- |
|                         | Partido Social Democrata       | 13 834 | 57,29 / 100,00  | 1,23 | 5 / 7      | Estável |
|                         | Partido Socialista             | 6 163  | 25,52 / 100,00  | 2,05 | 2 / 7      | Estável |
|                         | Partido Popular                | 2 277  | 9,43 / 100,00   | 0,92 | 0 / 7      | Estável |
|                         | Coligação Democrática Unitária | 1 254  | 5,19 / 100,00   | 2,60 | 0 / 7      | Estável |
| Votos Inválidos         | Votos Inválidos                | 618    | 2,56 / 100,00   | 0,23 |            |         |
| Total                   | Total                          | 24 146 | 100,00 / 100,00 |      | 7 / 7      |         |
| Eleitorado/Participação | Eleitorado/Participação        | 34 140 | 70,73 / 100,00  | 3,27 |            |         |

### Paredes
| Partido                 | Partido                        | Votos  | %               | +/-  | Vereadores | +/-     |
| ----------------------- | ------------------------------ | ------ | --------------- | ---- | ---------- | ------- |
|                         | Partido Social Democrata       | 15 999 | 38,76 / 100,00  | 5,47 | 4 / 9      | 1       |
|                         | Partido Popular                | 14 801 | 35,86 / 100,00  | 4,20 | 3 / 9      | 1       |
|                         | Partido Socialista             | 8 875  | 21,50 / 100,00  | 2,82 | 2 / 9      | Estável |
|                         | Coligação Democrática Unitária | 1 134  | 2,75 / 100,00   | 0,33 | 0 / 9      | Estável |
| Votos Inválidos         | Votos Inválidos                | 471    | 1,14 / 100,00   | 1,86 |            |         |
| Total                   | Total                          | 41 280 | 100,00 / 100,00 |      | 9 / 9      |         |
| Eleitorado/Participação | Eleitorado/Participação        | 56 248 | 73,39 / 100,00  | 3,22 |            |         |

### Penafiel
| Partido                 | Partido                           | Votos  | %               | +/-   | Vereadores | +/-     |
| ----------------------- | --------------------------------- | ------ | --------------- | ----- | ---------- | ------- |
|                         | Partido Socialista                | 20 683 | 51,44 / 100,00  | 2,95  | 5 / 9      | Estável |
|                         | Partido Social Democrata          | 15 669 | 38,97 / 100,00  | 11,63 | 4 / 9      | 2       |
|                         | Partido Popular                   | 1 263  | 3,14 / 100,00   | 6,29  | 0 / 9      | Estável |
|                         | Coligação Democrática Unitária    | 1 255  | 3,12 / 100,00   | 3,02  | 0 / 9      | Estável |
|                         | Partido da Solidariedade Nacional | 395    | 0,98 / 100,00   | Novo  | 0 / 9      | Novo    |
| Votos Inválidos         | Votos Inválidos                   | 943    | 2,35 / 100,00   | 0,36  |            |         |
| Total                   | Total                             | 40 208 | 100,00 / 100,00 |       | 9 / 9      | 2       |
| Eleitorado/Participação | Eleitorado/Participação           | 51 323 | 78,34 / 100,00  | 3,53  |            |         |

### Porto
| Partido                 | Partido                           | Votos   | %               | +/-   | Vereadores | +/-     |
| ----------------------- | --------------------------------- | ------- | --------------- | ----- | ---------- | ------- |
|                         | Partido Socialista                | 97 345  | 59,64 / 100,00  | 18,12 | 9 / 13     | 3       |
|                         | Partido Social Democrata          | 41 712  | 25,56 / 100,00  | 6,23  | 3 / 13     | 2       |
|                         | Coligação Democrática Unitária    | 11 693  | 7,16 / 100,00   | 4,32  | 1 / 13     | Estável |
|                         | Partido Popular                   | 7 886   | 4,83 / 100,00   | 5,45  | 0 / 13     | 1       |
|                         | União Democrática Popular         | 693     | 0,42 / 100,00   | 0,01  | 0 / 13     | Estável |
|                         | Partido da Solidariedade Nacional | 658     | 0,40 / 100,00   | Novo  | 0 / 13     | Novo    |
| Votos Inválidos         | Votos Inválidos                   | 3 225   | 1,98 / 100,00   | 0,42  |            |         |
| Total                   | Total                             | 163 212 | 100,00 / 100,00 |       | 13 / 13    |         |
| Eleitorado/Participação | Eleitorado/Participação           | 279 980 | 58,29 / 100,00  | 3,83  |            |         |

### Póvoa de Varzim
| Partido                 | Partido                           | Votos  | %               | +/-   | Vereadores | +/-     |
| ----------------------- | --------------------------------- | ------ | --------------- | ----- | ---------- | ------- |
|                         | Partido Social Democrata          | 11 551 | 37,14 / 100,00  | 5,46  | 3 / 7      | Estável |
|                         | Partido Popular                   | 10 613 | 34,12 / 100,00  | 7,95  | 3 / 7      | 1       |
|                         | Coligação Democrática Unitária    | 4 012  | 12,90 / 100,00  | 7,65  | 1 / 7      | 1       |
|                         | Partido Socialista                | 2 622  | 8,43 / 100,00   | 14,50 | 0 / 7      | 2       |
|                         | Partido da Solidariedade Nacional | 1 448  | 4,66 / 100,00   | Novo  | 0 / 7      | Novo    |
| Votos Inválidos         | Votos Inválidos                   | 858    | 2,76 / 100,00   | 0,30  |            |         |
| Total                   | Total                             | 31 104 | 100,00 / 100,00 |       | 7 / 7      |         |
| Eleitorado/Participação | Eleitorado/Participação           | 46 256 | 67,24 / 100,00  | 0,91  |            |         |

### Santo Tirso
| Partido                 | Partido                        | Votos  | %               | +/-  | Vereadores | +/-     |
| ----------------------- | ------------------------------ | ------ | --------------- | ---- | ---------- | ------- |
|                         | Partido Socialista             | 30 867 | 51,73 / 100,00  | 4,64 | 5 / 9      | 1       |
|                         | Partido Social Democrata       | 21 200 | 35,53 / 100,00  | 6,37 | 4 / 9      | 1       |
|                         | Partido Popular                | 3 408  | 5,71 / 100,00   | 2,74 | 0 / 9      | Estável |
|                         | Coligação Democrática Unitária | 2 245  | 3,76 / 100,00   | 0,02 | 0 / 9      | Estável |
|                         | Movimento Partido da Terra     | 496    | 0,83 / 100,00   | Novo | 0 / 9      | Novo    |
| Votos Inválidos         | Votos Inválidos                | 1 449  | 2,42 / 100,00   | 0,18 |            |         |
| Total                   | Total                          | 59 665 | 100,00 / 100,00 |      | 9 / 9      |         |
| Eleitorado/Participação | Eleitorado/Participação        | 83 784 | 71,21 / 100,00  | 1,01 |            |         |

### Valongo
| Partido                 | Partido                           | Votos  | %               | +/-  | Vereadores | +/-     |
| ----------------------- | --------------------------------- | ------ | --------------- | ---- | ---------- | ------- |
|                         | Partido Social Democrata          | 17 553 | 45,02 / 100,00  | 9,72 | 4 / 9      | 1       |
|                         | Partido Socialista                | 15 312 | 39,27 / 100,00  | 7,80 | 4 / 9      | 1       |
|                         | Coligação Democrática Unitária    | 4 103  | 10,52 / 100,00  | 0,20 | 1 / 9      | Estável |
|                         | Partido da Solidariedade Nacional | 772    | 1,98 / 100,00   | Novo | 0 / 9      | Novo    |
| Votos Inválidos         | Votos Inválidos                   | 1 248  | 3,20 / 100,00   | 0,05 |            |         |
| Total                   | Total                             | 38 988 | 100,00 / 100,00 |      | 9 / 9      |         |
| Eleitorado/Participação | Eleitorado/Participação           | 59 504 | 65,52 / 100,00  | 6,29 |            |         |

### Vila do Conde
| Partido                 | Partido                        | Votos  | %               | +/-  | Vereadores | +/-     |
| ----------------------- | ------------------------------ | ------ | --------------- | ---- | ---------- | ------- |
|                         | Partido Socialista             | 25 177 | 62,81 / 100,00  | 2,53 | 6 / 9      | Estável |
|                         | Partido Social Democrata       | 11 284 | 28,15 / 100,00  | 3,73 | 3 / 9      | Estável |
|                         | Partido Popular                | 1 571  | 3,92 / 100,00   | 2,07 | 0 / 9      | Estável |
|                         | Coligação Democrática Unitária | 1 146  | 2,86 / 100,00   | 0,15 | 0 / 9      | Estável |
| Votos Inválidos         | Votos Inválidos                | 906    | 2,26 / 100,00   | 0,10 |            |         |
| Total                   | Total                          | 40 084 | 100,00 / 100,00 |      | 9 / 9      |         |
| Eleitorado/Participação | Eleitorado/Participação        | 54 689 | 73,29 / 100,00  | 0,63 |            |         |

### Vila Nova de Gaia
| Partido                 | Partido                        | Votos   | %               | +/-  | Vereadores | +/-     |
| ----------------------- | ------------------------------ | ------- | --------------- | ---- | ---------- | ------- |
|                         | Partido Socialista             | 57 575  | 44,12 / 100,00  | 0,60 | 6 / 11     | Estável |
|                         | Partido Social Democrata       | 47 623  | 36,49 / 100,00  | 0,47 | 4 / 11     | Estável |
|                         | Coligação Democrática Unitária | 15 035  | 11,52 / 100,00  | 0,69 | 1 / 11     | Estável |
|                         | Partido Popular                | 6 613   | 5,07 / 100,00   | 0,18 | 0 / 11     | Estável |
| Votos Inválidos         | Votos Inválidos                | 3 648   | 2,79 / 100,00   | 0,13 |            |         |
| Total                   | Total                          | 130 494 | 100,00 / 100,00 |      | 11 / 11    |         |
| Eleitorado/Participação | Eleitorado/Participação        | 207 284 | 62,95 / 100,00  | 4,34 |            |         |